# Gonomyia bougainvilleae
Gonomyia bougainvilleae är en tvåvingeart som beskrevs av Alexander 1950. Gonomyia bougainvilleae ingår i släktet Gonomyia och familjen småharkrankar. Inga underarter finns listade i Catalogue of Life.